# Phaenoserphus pallipes
Phaenoserphus pallipes is een vliesvleugelig insect uit de familie van de Proctotrupidae. De wetenschappelijke naam van de soort is voor het eerst geldig gepubliceerd in 1807 door Jurine.